# 楊榮環
楊榮環（1927年—1994年7月13日），京劇演員，工旦行，師承尚小雲、梅蘭芳等。

## 生平
他出身尚小雲辦的榮春社科班，跟過于连泉等師學，1948年又被梅蘭芳收為弟子，善演多個流派的旦角戲。